# (1381) Danubia
(1381) Danubia ist ein Asteroid des Hauptgürtels, der am 20. August 1930 vom russischen Astronomen Evgenii Fjodorowitsch Skwortsow am Krim-Observatorium in Simejis entdeckt wurde.
Der Asteroid ist nach dem Fluss Donau benannt.